# Кипарский, Ренэ Валентинович

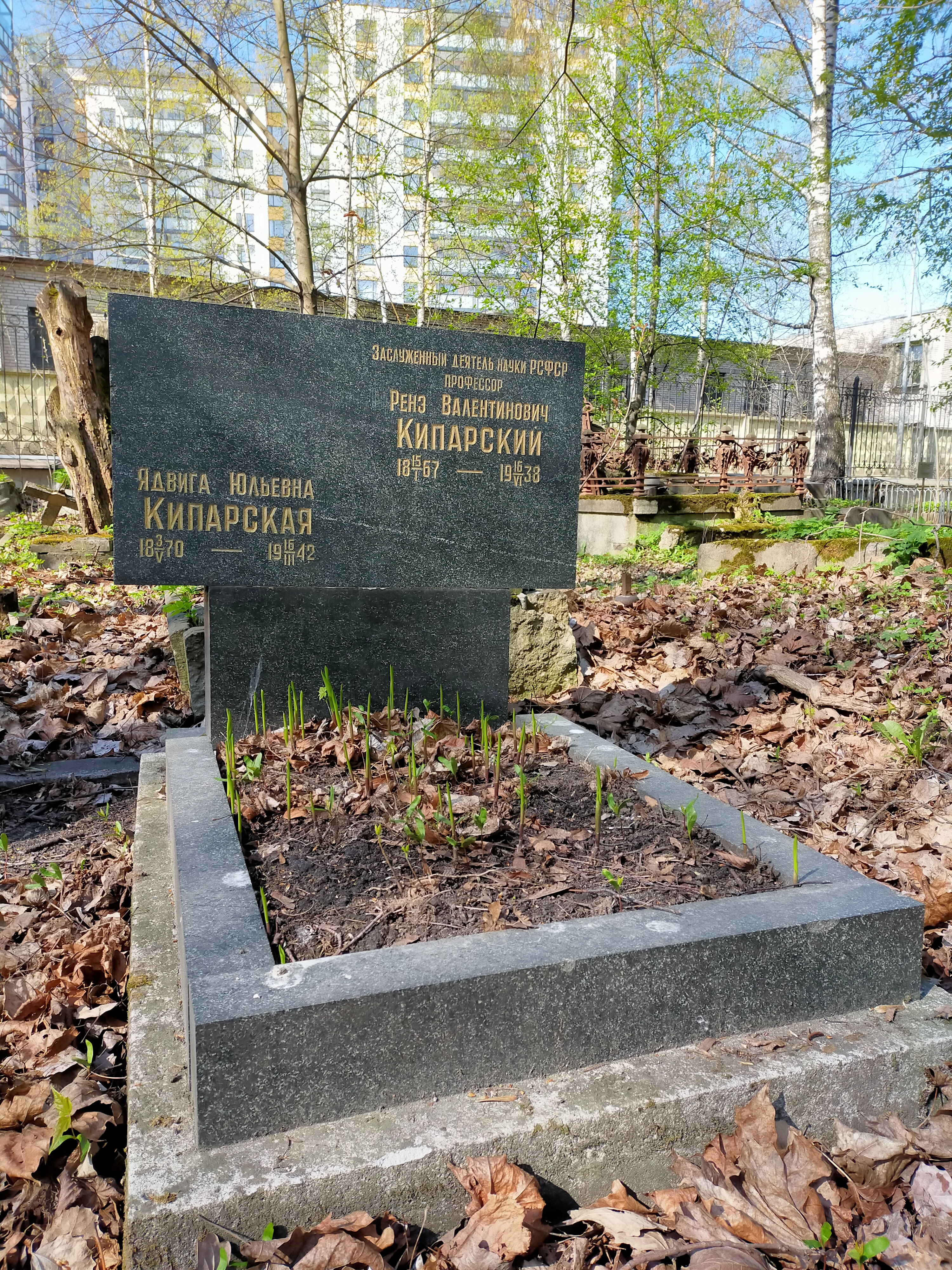
Могила Кипарских на Смоленском лютеранском кладбище

Ренэ́ Валенти́нович Кипа́рский (Рене Карл Виктор фон Кипарский; 1867—1938) — российский медик-гинеколог. Сын медика В. Ф. Кипарского, отец лингвиста В. Кипарского.

## Биография
Родился 2 (14) января 1867 года в Грозном, где в военном госпитале работал его отец Валентин Фёдорович Кипарский.
Окончив в 1894 году медицинский факультет Московского университета, работал в родовспомогательных заведениях Москвы, затем Санкт-Петербурга. В 1898 году защитил в Императорской Военно-медицинской академии диссертацию на соискание степени доктора медицины «К вопросу о влиянии острого и хронического отравления алкоголем на процессы заживления кожных ран». В дальнейшем специализировался преимущественно в области гинекологии.
Его научно-преподавательская деятельность протекала в Клиническом институте для усовершенствования врачей, где он в 1909 году был деканом, а в 1917—1923 годах — профессором кафедры акушерства и женских болезней. С 1923 года — профессор Государственного акушерско-гинекологического института в Ленинграде.
В 1917 году был произведён в действительные статские советники.
Р. В. Кипарский — автор более 30 печатных трудов, основными из которых являются работы о влагалищном доступе при гинекологических операциях, оперативном лечении туберкулеза женских половых органов. Он разработал операцию иссечения из стенки матки концов маточных труб, оставляющее их просветы открытыми с обеих сторон (половая стерилизация Кипарского).
Состоял членом президиума Ленинградского акушерско-гинекологического общества.
Умер 16 июня 1938 года. Похоронен на Смоленском лютеранском кладбище в Санкт-Петербурге (уч. 18).